# Geramat (Merapi Selatan)
Geramat is een bestuurslaag in het regentschap Lahat van de provincie Zuid-Sumatra, Indonesië. Geramat telt 694 inwoners (volkstelling 2010).